# Pauselijke Antonianum Universiteit
De Pauselijke Antonianum Universiteit (ook Het Antonianum of Pauselijke Universiteit van Sint-Antonius) is een  Franciscaanse universiteit in Rome, opgericht ter ere van Sint-Antonius.

## Oprichting
In 1883 opperde de generaal-overste van de Franciscanen, Fr. Bernardino Dal Vago da Portogruaro (1869-1889), om een nieuw college te bouwen. De onderstaande uitspraak van de frater is tot op de dag nog steeds een belang voor de universiteit.

Così avverrà che, a tempo debito, l’Ordine sarà illuminato da uomini veramente dotti e perfettamente versati nelle singole discipline scolastiche e ciascuna provincia potrà andare gloriosa e giovarsi di tali professori e maestri.

Wat vertaald kan worden door:

Dat de Franciscaanse orde zal worden verlicht door zeer geleerde mannen die goed berijmd zijn in individuele academische onderwerpen, zodat elke provincie kan profiteren van deze professoren en docenten.

De bouw van de universiteit begon in 1884, waar zes jaar later de opening plaatsvond door Luigi Canali (1889-1897).

## Officiële erkenning
Om officiële erkenning te krijgen van de Italiaanse staat werd de universiteit opgericht als een missionaire universiteit, die verbonden was aan de Romeinse Curie en het toenmalige Propaganda Fide, nu de Congregatie voor de Evangelisatie van de Volkeren. Door dit kon de universiteit dan ook geopend worden, al was het niet de bedoeling missionair gericht te zijn, maar open voor de verschillende filosofische en theologische vakgebieden te bestuderen. De officiële erkenning door de toenmalige paus, Pius XI, werd verhinderd door het uitbreken van de Eerste Wereldoorlog en later door de publicatie van het document Deus Scientiarum Dominus, die nieuwe academische regels voorschreef. Op 17 mei 1933 gaf de Congregatie voor de Katholieke Opvoeding een decreet uit aan de universiteit voor het recht om academische graden uit te geven.
Op 14 juni 1938 mocht het instituut de titel Pauselijk dragen en later, in 2005, verkreeg men het recht om Pauselijke Universiteit voor hun naam te voegen.

## Faculteiten
De universiteit heeft vier faculteiten bestaande uit:
- faculteit voor Theologie
- faculteit voor Filosofie
- faculteit voor Canoniek Recht
- faculteit voor Bijbel Studies

Bij de universiteit is ook het Franciscaans Instituut voor Spiritualiteit aangesloten, eveneens geleid door Franciscanen.